# Kino Veterans Memorial Stadium
 (mars 2025).
Le Kino Veterans Memorial Stadium (ex-Tucson Electric Park) est un stade de baseball situé au sein du Kino Sports Complex à Tucson en Arizona.
Depuis 1998, c'est le domicile des Tucson Sidewinders, qui sont une équipe de baseball de niveau Triple-A en Ligue de la côte du Pacifique et affiliés avec les Diamondbacks de l'Arizona de la Ligue majeure de baseball. Le Kino Veterans Memorial Stadium a une capacité de 11 000 places.

## Histoire
En 2010, le Tucson Electric Park est rebaptisé en l'honneur d'Eusebio Kino, un missionnaire jésuite du 17e et 18e siècles.

## Dimensions
- Left field (Champ gauche) : 340 pieds (103,6 mètres)
- Center field (Champ central) : 405 pieds (123,4 mètres)
- Right field (Champ droit) : 340 pieds (103,6 mètres)

## Kino Sports Complex
Outre le Kino Veterans Memorial Stadium et ses 11000 places, le Kino Sports Complex compte 12 terrains de baseball dont cinq éclairés ainsi que des terrains de football (soccer).
Le Kino North Stadium est un stade dédié au soccer depuis le 30 octobre 2013 équipé de 2360 places assises.